# Фель-Рицхаузен
Фель-Рицхаузен (нем. Fehl-Ritzhausen) — община в Германии, в земле Рейнланд-Пфальц. 
Входит в состав района Вестервальд. Подчиняется управлению Бад Мариенберг (Вестервальд).  Население составляет 819 человек (на 31 декабря 2010 года). Занимает площадь 4,02 км².